# Матіясевич Юрій Володимирович
 Ю́рій Володимирович Матіясе́вич (*2 травня 1947, Ленінград, СРСР) — радянський і російський математик. Дослідник Санкт-Петербурзького відділення Математичного інституту ім. В. А. Стєклова РАН. Академік РАН, доктор фізико-математичних наук.

## Розв'язок десятої проблеми Гільберта
У 1970 р. на Міжнародному математичному конгресі в Ніцці, будучи двадцятирічним радянським аспірантом, Юрій Володимирович Матіясевич сколихнув математичний світ справжньою сенсацією — доповів про розв'язання десятої проблеми Гільберта. Він довів, що загального методу для
розв'язання діофантового рівняння не існує.
Доведення Матіясевича дало ще побічні результати, яких він не шукав і які буквально приголомшили математиків своєю несподіванкою. Виявилося, що існує цілочисловий многочлен (щоправда, досить високого степеня і від великого числа змінних) — такий, що при всіх цілих значеннях змінних, коли він додатний, він подає тільки прості числа. Виявляється, що універсальний генератор простих чисел, за яким полювали математики від Ейлера до наших днів, не казкова жар-птиця. Існує й такий многочлен, усі цілі значення якого (при цілих значеннях змінних) подають
послідовність: {\displaystyle 2^{3}}; {\displaystyle 3^{3^{3}}}, {\displaystyle 4^{4^{4^{4}}}}, і тільки такі числа.
Результати Матіясевича проливають світло на існування глибоких ще не розгаданих залежностей на множині цілих чисел.